# Necesser

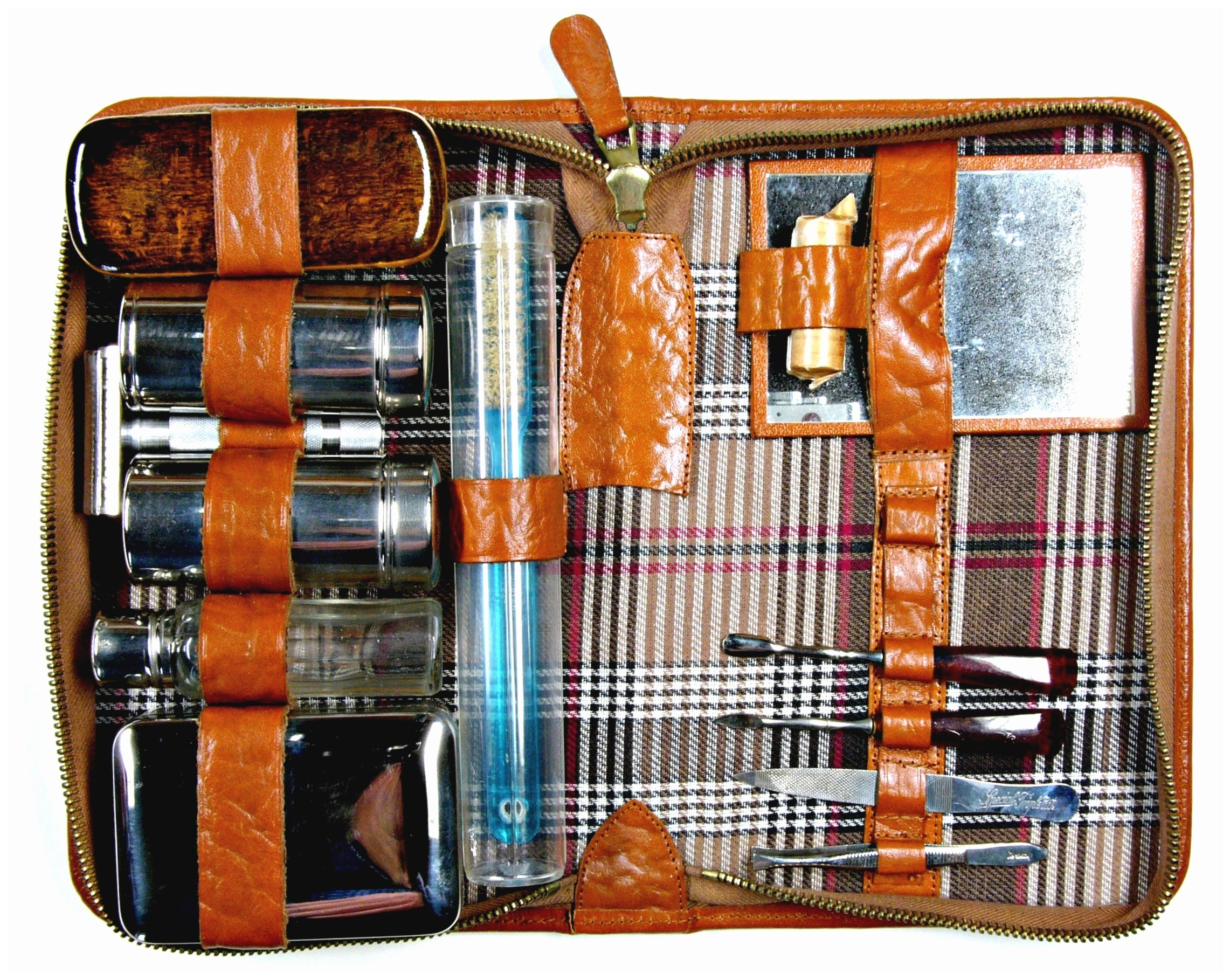
Necesser da década de 1950

Uma necesser (do francês nécessaire, 'necessário') é um pequeno estojo, ou uma maleta, que serve para conter e transportar artigos de higiene pessoal e maquiagem. O nome descreve para que serve, para carregar somente o essencial/necessário para higiene e beleza.
A necesser é um recipiente utilizado para colocar pequenos frascos, pincéis, tesouras, escovas, maquiagens, cosméticos e outras coisas utilizadas para as operações de beleza e higiene. Elas são usadas para armazenar ou transportar os produtos, especialmente para uma viagem.

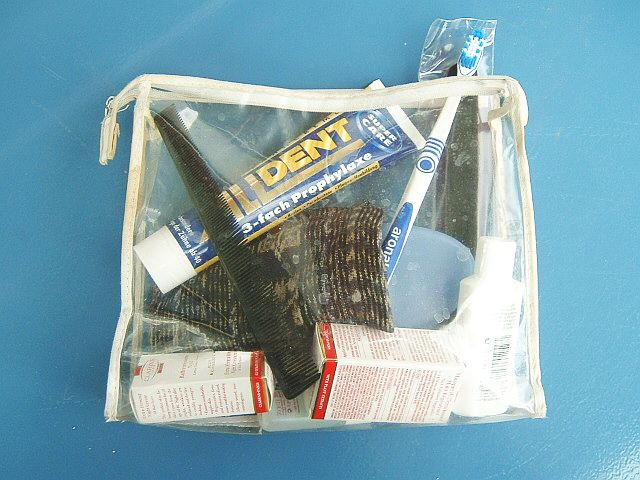
Necesser utilizada dentro de bagagens

Nas necesseres coloca-se tanto os artigos básicos para a cura e a limpeza diária como alguns medicamentos ou artigos de farmácia: gases, esparadrapos, algodões etc.
A maioria das necesseres são usadas para introduzir produtos diversos. No entanto, algumas contêm artigos específicos para cada usuário. Isso se aplica àquelas destinadas exclusivamente para maquiagem ou para bebês, onde colônias, sabonetes e toalhas são mantidos para limpeza.
Há necesseres de formas e capacidades variadas, desde as mais singelas em forma duma bolsa com um simples zíper até as mais complexas que consistem em vários compartimentos.
Algumas necesseres têm uma alça exterior independente e transladam como uma mala e inclusive podem ser checadas em viagens de avião.
As necesseres de higiene são transportadas dentro da bagagem, juntamento com o restante das peças e acessórios.

## Nécessaires Masculinas
A nécessaire masculina já existia por volta de 1919, com o nome “Dopp Kit”, recebeu este nome por causa de seu inventor, Charles Doppelt, imigrante alemão nos Estados Unidos. Em propaganda de sua empresa, a Charles Doppelt & CO., INC., mencionava a praticidade da nécessaire masculina para carregar os itens necessários ao toalete sem ocupar muito espaço na bagagem. As versões antigas eram de couro, atualmente existem em diversos materiais como lona, nylon, algodão e também em diversos modelos, algumas com compartimentos internos, bolsos externos.
Durante a Segunda Guerra Mundial, ele fechou um contrato com o exército e todos os soldados receberam uma necessaire masculina.

## Nécessaires de Voyage
As primeiras nécessaires remontam à França do século XIV e eram caixas rígidas, não tão compactas como as de atualmente. Em realidade, traziam um status pois normalmente eram somente pessoas nobres, muito ricas ou da realeza que possuíam. Faziam parte de suas viagens mas também podiam servir de decoração, expostos nas penteadeiras.